# Openbravo
Openbravo（オープンブラボ）は、商用オープンソースのソフトウェア会社である。Openbravo S.L. の本社はスペイン・ナバーラ州パンプローナにあり、営業所はカタルーニャ州バルセロナにある。この会社は Openbravo ERP と Openbravo POS という 2製品を主力としている。これらのソフトウェアを全世界に配布・導入するために、Openbravo はパートナー網をとても重視している。この会社はオープン・ソフトウェア・アライアンスのメンバーであり、オープンソース標準化のための非営利組織である。Openbravo は InfoWorld から最優秀オープンソースソフトウェア賞「Bossie」を3度 Openbravo ERP に送られている。最近の受賞は 2010年8月である。

## 歴史
Openbravo の起源はあるビジネス・マネジメント・ソフトウェアの開発である。最初は、ナバーラ大学工学部 Tecnun の2人の職員、Nicolas Serrano と Ismael Ciordia が開発した。彼らは共に 1990年代半ばに大学マネジメント開発にたずさわっていた。彼らは新しいインターネット技術を使って仕事をし、続いてウェブアプリケーションへの新たなアプローチを導入した。彼らのコンセプトは Tecnicia という新会社で実現した。会社は 2001年8月に Serrano と Ciordia と Aguinaga が創立した。2005年、2人のマネジメント・コンサルタント Manel Sarasa と Josep Mitja は、あるベンチャー・キャピタル会社から Tecnicia の評価依頼があり、ビジネス計画の展開の準備した。2006年、Openbravo に改称した。2007年、LibrePOS の買収を発表した。LibrePOS は小売業及び接待業向けのウェブベースの販売時点情報管理(POS)アプリケーションである。2008年5月、少なくとも3つの投資会社が Openbravo に興味を示した。Amadeus(イギリス), GIMV(ベルギー), Adara(スペイン)で、2回目の投資はおおよそ総額 1250万ドルだった。この投資によって Openbravo はリーディング・オープンソース会社となり、製品とサービスをさらに開発するための次なる資金を得た。

## Openbravo ERP
Openbravo ERP はウェブベースの ERP ビジネス・ソリューションで、中小企業向けである。これは Mozilla Public Licence をもとにした Openbravo Public Licence でリリースされている。このプログラムのモデルはもともとは Compiere ERP というプログラムであり、GNU General Public License バージョン2で配布されていた。2008年1月には SourceForge のもっとも活動的なプロジェクトのトップ10入りした。
Openbravo ERP を用いると、ERP 組織のほとんどの共通ビジネス手順を、自動化し、記録することが出来る。次の手順をサポートしている。販売, 仕入, 製造, 企画, 会計, MRP(資材所要量計画) 等。プロフェッショナル・サブスクリプション版の Openbravo ERP のユーザであれば、多数の商用機能拡張を Openbravo Excenge で入手できる。無償版コミュニティ・エディションに比べて、この有償版では機能がより拡張されている(例: 統合管理ツール, 非専門家向けのアップデートやアップグレード用のツール, Openbravo Exchange と Service Level Agreement へのアクセス権)。Openbravo ERP アプリケーションの特徴は、ユーザが自分の PC または PDA のウェブブラウザで使う、緑色の ウェブインタフェースの会社データ管理機能である。Openbravo は、PDF や Microsoft Excel といった複数のフォーマットでレポートとデータをエクスポートすることも出来る。
Openbravo の Java ベース・アーキテクチャは 2つの開発モデルに焦点を当てている。
- モデル駆動工学、すなわち開発者はアプリケーションのコードでなく、モデルに関して記述する。
- Model View Controller、すなわち定評のあるデザインパターン、つまりプレゼンテーションロジックとビジネスロジックを分離する。

これら 2 つのモデルによって、互いのプログラムは単純なインタフェースに統合される。オープン・スタンダードによって、Openbravo ERP を、Magento ウェブショップ, Pentaho Business Intelligence, ProcessMaker BPM, Liferay Potal, SugarCRM といった他のオープンソースアプリケーションと統合することが出来る。

## Openbravo POS
Openbravo POS は小売業及び接待業向けのウェブベースの販売時点情報管理(POS)アプリケーションである。このアプリケーションは TinaPOS と呼ばれていた。法的な理由で、LibrePOS に変名した。2007年、Openbravo が LibrePOS を買収し現在の名称になった。このプログラムは Openbravo の ERP アプリケーションに完全に統合化されている。この統合によって、店舗で POS 売上が発生したとき、中央データベースの在庫水準, 財務ジャーナル, 顧客データを直接更新できるようになる。PDA では Openbravo POS の受注を行うことができる。